# لا ماتا ديل موريلا
بلدية لا ماتا ديل موريلا (بالإسبانية: La Mata de Morella)‏، هي إحدى بلديات مقاطعة كاستيلون التي تقع في منطقة بلنسية، في شرق إسبانيا.
يبلغ عدد سكانها 174 نسمة وفقاً لإحصائية سنة (2006).